# Wojciech Rosiński
Wojciech Rosiński, né le 21 février 1955, à Inowrocław, en Pologne, est un ancien joueur polonais de basket-ball. Il évolue durant sa carrière au poste d'ailier.

## Palmarès
- Coupe de Pologne 1976, 1978, 1979